# كيت بي. كارتر
كيت بي. كارتر (بالإنجليزية: Kate B. Carter)‏ هي كاتِبة ومؤرخة أمريكية، ولدت في 30 يوليو 1891، وتوفيت في 8 سبتمبر 1976.